# Tucuns
Tucuns é um distrito do município brasileiro de Crateús, no interior do estado do Ceará. Segundo o censo demográfico de 2022, realizado pelo Instituto Brasileiro de Geografia e Estatística (IBGE), sua população era de 2 024 habitantes e havia 734 domicílios particulares permanentes ocupados. Foi criado pela lei estadual nº 1.153 de 22 de novembro de 1951.
De acordo com o IBGE, em 2010 a população era de 1 954 habitantes e havia 723 domicílios particulares.